# Merida (Philippines)
Pour les articles homonymes, voir Mérida.
Merida (en cebuano Lungsod sa Merida ; en tagalog : Bayan ng Merida) est une municipalité des Philippines située dans la province de Leyte, sur l'île de Leyte, dans la région des Visayas orientales.
Lors du recensement de 2020, sa population s'élève à 31 574 habitants.

## Géographie
Merida est une municipalité côtière, située à l'ouest de l'île de Leyte ; au sud-est, elle s'ouvre sur un golfe de la mer des Camotes
D'une superficie totale de 95,21 kilomètres carrés, Merida est divisée administrativement en 22 barangays : 
- Benabaye
- Cabaliwan
- Calunangan
- Calunasan
- Cambalong
- Can-unzo
- Canbantug
- Casilda
- Lamanoc
- Libas
- Libjo
- Lundag
- Macario
- Mahalit
- Mahayag
- Masumbang
- Mat-e
- Poblacion
- Puerto Bello
- San Isidro
- San Jose
- Tubod